# Alethiometer
Een alethiometer is een fictief instrument om de waarheid te weten te komen in Philip Pullmans boek Het Noorderlicht.
Er zijn maar zes alethiometers, en om het instrument te kunnen lezen moet iemand jarenlang studeren. Er zijn een paar boeken waarin alle symbolen en hun betekenissen beschreven staan.
De alethiometers zijn van goud gemaakt - daar komt ook de titel van de trilogie vandaan. Het woord 'alethiometer' komt van de Griekse woorden aletheia (waarheid) en 'meter'.

## Werking
Om met behulp van dit instrument de waarheid te weten te komen, moet de vragensteller een vraag in zijn/haar hoofd nemen en de drie beweegbare wijzers elk een symbool laten aanwijzen, waardoor de vraag gevormd wordt. De vragensteller zinkt weg in een toestand van uiterste concentratie, en kan daardoor de vierde wijzer volgen, die zich beweegt langs een serie symbolen om het antwoord te geven. De serie blijft zich herhalen tot de vragensteller de concentratie verbreekt. Af en toe geeft de alethiometer ook extra informatie.
De vierde wijzer van de alethiometer beweegt door middel van stof, oftewel elementaire deeltjes genaamd schaduwen (donkere materie).

## Symbolen
Er staan 36 symbolen op de alethiometer. Elk symbool heeft een hoofdbetekenis, maar ook vele sub-betekenissen. Hieronder staat een lijst van de symbolen en een paar van hun betekenissen.
1. Zandloper, Tijd, Dood, verandering...
2. Zon, Dag, God/De Autoriteit, waarheid...
3. Alfa en Omega, Eindigheid, Processen, onvermijdelijkheid...
4. Marionet, Gehoorzaamheid, Onderwerping, gratie...
5. Serpent, Slecht/Gemeen, arglist, natuurlijke wijsheid...
6. Ketel (smeltkroes), Alchemie, Kunst, bereikte wijsheid...
7. Anker, Hoop, Standvastigheid, preventie...
8. Engel, Boodschapper, Hiërarchie, ongehoorzaamheid...
9. Helm, Oorlog, Bescherming, smalle visie...
10. Bijenkorf, Productief werk, Beminnelijkheid, licht...
11. Maan, Kuisheid, Mysterie, het wonderbaarlijke...
12. Maria, Moederschap, Het vrouwelijke, aanbidding...
13. Appel, Zonde, Kennis, ijdelheid...
14. Vogel, De ziel (de dæmon), Lente, bruiloft...
15. Brood, Voeding, Christus, opoffering...
16. Mier, Mechanisch werk, IJver, verveling...
17. Stier, Aarde, Kracht, eerlijkheid...
18. Kaars, Vuur, Vertrouwen, lering...
19. Cornucopia, Rijkdom, Herfst, gastvrijheid...
20. Kameleon, Lucht, Hebzucht, geduld...
21. Bliksemflits, Inspiratie, Vertrouwen, kwaadheid...
22. Dolfijn, Water, Verrijzenis, speelsheid...
23. Ommuurde Tuin, Natuur, Onschuldigheid, orde...
24. Globe, Politiek, Soevereiniteit, roem...
25. Zwaard, Recht, Fortitude, de Kerk...
26. Griffioen, Schat, Waakzaamheid, moed...
27. Paard, Europa, Reizen, trouw...
28. Kameel, Azië, Zomer, volharding...
29. Olifant, Afrika, Liefdadigheid, onthouding...
30. Krokodil (Alligator), Amerika, Plundering, onderneming...
31. Baby, De toekomst, Buigzaamheid, hulpeloosheid...
32. Kompas, Meten, Wiskunde, wetenschap...
33. Luit, Dichtkunst, Retorisch, filosofie...
34. Boom, Stevigheid, Beschutting, vruchtbaarheid...
35. Wildeman, Wilde man, Het mannelijke, lust...
36. Uil, Nacht, Winter, angst...

## Rol in de trilogie
Lyra Belacqua krijgt in Het Noorderlicht een alethiometer van de rector van het Jordan College, Oxford. Ze denkt dat ze die aan lord Asriel moet geven, die in het hoge noorden zit. Op haar reis leert ze de alethiometer te lezen, zonder boeken. Als ze dan uiteindelijk bij lord Asriel aankomt, wil hij de alethiometer niet aannemen. Lyra neemt het instrument dan mee op de rest van haar reis. Ook is er een alethiometer in het bezit van de Kerk - hun alethiometrist heet Fra Pavel. De man genaamd Teukros Basilides leest een alethiometer voor lord Asriel.